# Adam Buddle
Adam Buddle (1662 - 1715) fue un clérigo y botánico aficionado inglés. Nació en Deeping St James, una pequeña localidad cerca de Peterborough, bautizado el 17 de abril de 1662, Fue educado en la Universidad de Cambridge, y luego se ordenó en la Iglesia de Inglaterra, obtuvo un lugar en North Fambridge, Maldon, Essex, en 1703, y fue luego Rector.
El período entre su graduación y la ordenación permanece oscura; vivió en Hadleigh, Suffolk, y estableció una buena reputación como autoridad en briófitas. Realizó una compilación de la "English Flora", completándola en 1708, aunque nunca se publicó; el manuscrito original se preserva en el Museo de Historia Natural de Londres. Concursó para Lector en la Capilla Gray's Inn. Falleció allí en 1715, y fue sepultado en Andrew's, Holborn.

## Honores
Buddle fue conmemorado por Carlos Linneo, quien nombró al género Buddleja en su honor.
- La abreviatura «Buddle» se emplea para indicar a Adam Buddle como autoridad en la descripción y clasificación científica de los vegetales.[3]